# John Ibbotson
John Tweed „Jack“ Ibbotson (* 12. Oktober 1869 in Dodworth; † 10. Mai 1950 in Derby) war ein englischer Fußballschiedsrichter.

## Sportlicher Werdegang
Ibbotson spielte zunächst Rugby für Wakefield Trinity, ehe er sich dem Fußballsport widmete und Derby Junction anschloss. Ab 1896 war er als Schiedsrichter tätig und pfiff Spiele der Midland League, zwei Jahre später wurde er als Linienrichter in der Football League berücksichtigt. Ab 1902 pfiff er dort auch Spiele. Später kam er auch auf internationaler Ebene zum Einsatz und leitete im Frühjahr 1908 zwei Partien der British Home Championship 1907/08. Im Herbst des Jahres gehörte er zu den Spielleitern beim Fußballturnier der Olympischen Spiele 1908 in London und leitete das Viertelfinalspiel zwischen dem späteren Goldmedaillengewinner, der englischen Amateurnationalmannschaft, und Schweden. Die 1:12-Niederlage der Skandinavier ist bis heute die höchste Länderspielniederlage der Blågula.
Im FA Cup 1909/10 leitete Ibbotson die Endspiele zwischen Newcastle United und dem FC Barnsley, da nach einem 1:1-Remis im regulären Endspiel im Londoner Crystal Palace ein im Liverpooler Goodison Park ausgetragenes Wiederholungsspiel notwendig war. Dank eines Doppelschlags von Albert Shepherd setzten sich dabei die Magpies durch. Im selben Jahr pfiff er auch das Finale um den Glasgow Cup, im Old-Firm-Derby setzte sich Celtic gegen die Rangers durch.
Ibbotson war hauptberuflich für Midland Railway tätig, 1929 trat er in den Ruhestand. Zeitweise war er parallel Schatzmeister für den für Derbyshire zuständigen Regionalverband.